# EcuRed
EcuRed е онлайн енциклопедия на испански език, със седалище в Куба. Притежава се от правителствената организация Joven Club de Computación y Electrónica. Използва безплатния уики софтуер с отворен код „МедияУики“. Създадена е на 13 декември 2010 г. Името е акроним от испанската фраза Enciclopedia Cubana en la Red (в превод: Кубинска енциклопедия в мрежата).